# ウィリアム・ストートン (第16代ストートン男爵)
第16代ストートン男爵ウィリアム・ストートン（英語: William Stourton, 16th Baron Stourton、1704年8月 – 1781年10月3日）は、イングランド貴族。

## 生涯
チャールズ・ストートン（1739年9月10日没、第12代ストートン男爵ウィリアム・ストートンの息子）とキャサリン・フランプトン（Katharine Framption、リチャード・フランプトンの娘）の息子として、1704年8月に生まれた。
1749年10月11日、ウィニフレッド・ハワード（Winifred Howard、1736年8月31日 – 1753年7月15日、フィリップ・ハワードの娘）と結婚、1男2女をもうけた。
- キャサリン（1750年8月16日 – 1768年9月2日）
- シャーロット・メアリー（1751年9月2日 – 1775年11月2日）
- チャールズ・フィリップ（1752年8月22日 – 1816年4月29日） - 第17代ストートン男爵

1753年3月11日に兄チャールズが死去すると、ストートン男爵の爵位を継承した。しかし、カトリックだったため貴族院議員にはなれなかったという。
1781年10月3日にウィタムで死去、同地で埋葬された。息子チャールズ・フィリップが爵位を継承した。